# Phantom-Vibrations-Syndrom

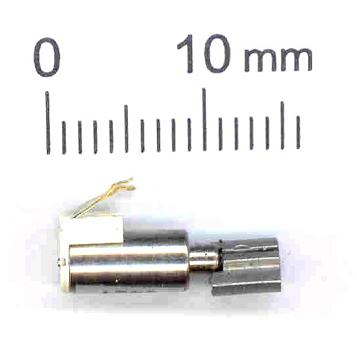
Vibrationsmodul eines Mobiltelefones (Motor mit Unwucht)

Als Phantom-Vibrations-Syndrom (PVS) bezeichnet man die irrtümliche Vorstellung von Besitzern von Mobiltelefonen, dass ihr Gerät vibriert, obwohl sie selbiges nicht bei sich tragen oder der Vibrationsalarm nicht ausgelöst wurde. Da es sich hierbei um eine Wahrnehmung ohne nachweisbaren externen Reiz handelt, ist es medizinisch betrachtet eine Halluzination. Das Phantom-Vibrations-Syndrom ist offenbar weit verbreitet und häufig. Mehreren Studien zufolge sind vom Phantom-Vibrations-Syndrom etwa 70 bis fast 90 % aller Mobiltelefonbesitzer betroffen. Ein dem PVS ähnliches Syndrom ist das Phantom-Klingel-Syndrom (englisch phantom ringing syndrome).

## Beschreibung und Häufigkeit
Im Informationszeitalter sind Mobiltelefone allgegenwärtig. Um die Störung anderer anwesender Personen zu vermeiden oder um in Bereichen, in denen durch einen zu hohen Geräuschpegel der akustische Rufton überhört werden könnte, eingehende Anrufe oder Nachrichten wahrnehmen zu können, stellen viele Mobiltelefonnutzer ihr Gerät auf den Vibrationsmodus. Dabei werden eingehende Nachrichten oder Anrufe dem Benutzer in Form eines Vibrationsalarms angezeigt, der im Wesentlichen taktil wahrgenommen wird.
In Studien und Umfragen wurde festgestellt, dass bei einer hohen Quote von Mobiltelefonbenutzern die häufige Nutzung des Vibrationsalarms zu Fehlwahrnehmungen führen kann: Sie empfinden die Vibration des Mobiltelefons, auch wenn dieses nicht vibriert. Dieses Gefühl wird als Phantom-Vibrations-Syndrom bezeichnet. In einer US-amerikanischen Studie mit 74 Ärzten im Praktikum (medical interns) lag die PVS-Prävalenz zu Beginn des Praktikums bei 78,1 %. Sie stieg während des Praktikums auf bis zu 95,9 %. Nach zwölf Monaten, dem Praktikumsende, ging sie wieder auf 80,8 % zurück, und zwei Wochen nach dem Praktikumsende sogar auf 50 %. Ähnliche Daten konnten in derselben Probandengruppe für die Prävalenz des Phantom-Klingel-Syndroms ermittelt werden. Sie stieg von anfänglich 27,4 % auf maximal 87,7 % und sank zwei Wochen nach Praktikumsende auf 54,2 %. Die Autoren der Studie ermittelten über das Beck-Angst-Inventar und das Beck-Depressions-Inventar parallel zur PVS- und PKS-Prävalenz den Angst- beziehungsweise Depressionsstatus der Probanden. Sie konnten keine Korrelation zwischen Angst- und Depressionszuständen der Probanden und der PVS- und PKS-Prävalenz feststellen, weshalb sie annehmen, dass sich beide Syndrome unabhängig von Ängsten und Depressionen entwickeln. Nach einer Studie aus dem Jahr 2010 tritt das PVS meist nach einem Zeitintervall von einem Monat bis einem Jahr nach dem Beginn des Tragens eines Mobiltelefons am Körper auf.
Über die Hälfte der Weltbevölkerung ist im Besitz mindestens eines Mobiltelefons. Ein hoher Anteil davon versetzt es – zumindest zeitweise – in den Vibrationsmodus. Nach der aus Studien ermittelten hohen Prävalenz ist somit eine sehr hohe Anzahl von Menschen vom Phantom-Vibrations-Syndrom betroffen. Auch wenn davon nur ein sehr kleiner Anteil an Benutzern ernsthaftere Symptome entwickelt, so kann dies durchaus Auswirkungen auf das Gesundheitssystem haben, zumal die langfristigen Effekte von PVS noch unbekannt sind.
Die erste wissenschaftliche Veröffentlichung, die sich mit der Thematik befasste, war eine Dissertation aus dem Jahr 2007. Der Autor befragte 320 erwachsene Mobiltelefonnutzer; zwei Drittel von ihnen gaben an, schon einmal ein Phantom-Klingeln wahrgenommen zu haben. In einer 2012 veröffentlichten Studie, die mit 290 Studenten durchgeführt wurde, die regelmäßig ein Mobiltelefon bei sich führten, berichteten 89 % von Phantom-Vibrationen. Dabei hatten 40 % diese innerhalb der letzten Woche erfahren. Alle anderen bisher veröffentlichten Studien (Stand Januar 2016) wurden ausschließlich an Personal aus dem klinischen Bereich durchgeführt. Etwa 2 bis maximal 6 % aller Studienteilnehmer empfanden das Phantom-Vibration-Syndrom als sehr störend (very bothersome).

## Ursachen
Die genauen physiologischen und psychologischen Abläufe, die zu einem Phantom-Vibrations-Syndrom führen können, sind noch weitgehend unklar. Es gibt eine Reihe von Theorien zur Erklärung des Phantom-Vibrations-Syndroms.
Einige Autoren nehmen an, dass Mobiltelefone, insbesondere Smartphones, für viele Benutzer zu einem allgegenwärtigen Bestandteil des eigenen Körpers geworden sind. Ähnlich wie eine getragene Brille wird auch ein Mobiltelefon in der Hosentasche nicht mehr als fremd wahrgenommen, sondern quasi als ein Bestandteil des eigenen Körpers. Andere Reize, die beispielsweise Muskelzuckungen auslösen oder die Reibung von Kleidung auf der Hautoberfläche können dann fälschlicherweise dem Vibrationsalarm des Mobiltelefons zugeordnet werden.
Eine mögliche Ursache des Phantom-Vibrations-Syndroms ist die Fehlinterpretation von Signalen, die die Großhirnrinde (Cortex cerebri) erreichen. Um die Vielzahl unterschiedlichster eingehender Signale handhaben zu können, sind im menschlichen Gehirn Filter und Signalverarbeitungsschemata vorhanden. Eines davon ist die zielgesteuerte Wahl (selektive Aufmerksamkeit). Im Fall des Phantom-Vibrations-Syndroms werden in Erwartung eines Anrufs oder einer Nachricht im Gehirn ankommende Signale als Vibration (=Anruf/Nachricht) fehlinterpretiert. Der tatsächliche Stimulus ist unbekannt und kann vielfältiger Natur sein. Mögliche Stimuli können die Berührung von Kleidungsstücken, Muskelkontraktionen oder andere sensorische Reize umfassen.
Je nach Studie schaut ein US-Amerikaner zwischen 46 und 150 mal am Tag auf sein Mobiltelefon. Eine 2010 von Nokia in Auftrag gegebene Studie stellt fest, dass der durchschnittliche Mobiltelefonbesitzer im Durchschnitt alle sechs Minuten auf sein Telefon schaut. Dieses Verhalten ist zwanghaft und an der Grenze zur Obsession. Intensive Nutzer (Heavy User) von Mobiltelefonen können intensive Angstgefühle entwickeln, wenn sie nicht ihre Geräte auf Nachrichten überprüfen können oder gar vollständig den Zugriff auf ihr Gerät verlieren. Phantom-Vibrationen und -Klingeln sind möglicherweise Symptome dieser Ängste. Im Gegensatz dazu setzt jede empfangene Nachricht beim Empfänger Dopamin frei. Ein fehlgesteuerter Dopamin-Haushalt spielt bei psychotischen Symptomen, wie Halluzinationen, eine Schlüsselrolle. So ist die Freisetzung von Dopamin unter diesen Angstzuständen möglicherweise die biochemische Ursache für das Phantom-Vibration- beziehungsweise Phantom-Klingel-Syndrom.

## Behandlung
Da das Phantom-Vibrations-Syndrom nur von einem geringen Prozentsatz der Betroffenen als sehr störend empfunden wird, ist eine Behandlung meist nicht angezeigt. In einer im November 2010 veröffentlichten Studie konnten durch einfache Änderung der Gewohnheiten die Phantom-Vibrationen mit einer 75%igen Erfolgsrate vermieden werden. Zu den erfolgreichen Maßnahmen gehörten das Vermeiden des Vibrationsalarms, der Wechsel zu einem anderen Mobiltelefontyp und die Veränderung des Aufbewahrungsortes.

## Namensgebung
Einige Autoren halten die Bezeichnung Phantom-Vibrations-Syndrom für irreführend, da kein „Phantom“ daran beteiligt sei und es sich eigentlich nicht um ein Syndrom handle. Letzteres begründen sie damit, dass nur ein kleiner Prozentsatz der Betroffenen das „Syndrom“ als „sehr störend“ beschreiben. Die Empfindungen ließen sich besser als „taktile Halluzination“ charakterisieren, allerdings habe das Wort Halluzination eine zu negative Konnotation (Halluzination = mentale Störung), die nicht zur geringen physiologischen Schwere und dem sehr hohen Verbreitungsgrad des Phänomens passe. Deshalb sei der inzwischen etablierte Begriff Phantom-Vibrations-Syndrom letztlich doch angemessener.
Den Begriff phantom vibration syndrom prägte der US-Amerikaner Robert D. Jones mit einem im Dezember 2003 im New Pittsburgh Courier veröffentlichten Artikel. In einem Dilbert-Comicstrip vom 16. September 1996 erzählt der Titelheld seiner Psychiaterin, dass er an Wochenenden das Gefühl habe, sein Pager (Funkmeldeempfänger) würde vibrieren, wenn er aber die Nachricht abrufen möchte, stelle er fest, dass er ihn gar nicht trage. Die Psychiaterin antwortet ihm, dass dies ein klassischer Fall des Phantom-Pager-Syndroms (phantom pager syndrome) sei, das bei Mitarbeitern aus dem Technologiesektor häufig auftrete und das nicht zu behandeln wäre. Dilbert antwortet darauf, dass er keine Behandlung, sondern die Vibration am richtigen Ort haben will.
Vom australischen Macquarie Dictionary wurde das phantom vibration syndrome zum Wort des Jahres 2012 gewählt.